# Cincloramphus
Cincloramphus is een geslacht van zangvogels uit de familie Locustellidae. De wetenschappelijke naam van het geslacht is voor het eerst geldig gepubliceerd in 1838 door John Gould. De meeste soorten van dit geslacht komen voor in Australië en eilanden in de Grote Oceaan. 

## Soorten
De volgende soorten zijn bij het geslacht ingedeeld:
- Cincloramphus bivittatus  – Büttikofers zanger
- Cincloramphus cruralis  – Roetbruine grasvogel
- Cincloramphus grosvenori  – Gilliards zanger
- Cincloramphus llaneae  – Bougainvillezanger
- Cincloramphus macrurus  – Papoeagrasvogel
- Cincloramphus mariae  – Nieuw-Caledonische zanger
- Cincloramphus mathewsi  – Roodstuitgrasvogel
- Cincloramphus rubiginosus  – Bismarckzanger
- Cincloramphus rufus  – Fijizanger
- Cincloramphus timoriensis  – Rosse grasvogel
- Cincloramphus turipavae  – Guadalcanalzanger
- Cincloramphus whitneyi  – Vanuatuzanger